# Steve Chen
Steve Shih Chen, ameriško-tajvanski programer, * 25. avgust 1978, Tajvan.
Chen je najbolj znan kot soustanovitelj popularne spletne strani za izmenjavo video posnetkov YouTube.

## Življenje in izobraževanje
Chen je živel v Taipeiu do njegovega 8. leta, nato pa se je s starši preselil v Združene države Amerike. Po osnovni in srednji šoli se je vpisal na univerzo v Ilinoisu in tam tudi diplomiral. Še pred koncem študija je bil zaposlen v PayPalu, kjer je spoznal Chada Hurleya in Jaweda Karima. Leta 2005 je trojica ustanovila YouTube.
16. oktobra 2006 sta Chen in Hurley prodala YouTube podjetju Google za 1,65 milijarde dolarjev.

## Glej si tudi
- YouTube
- Seznam ameriških poslovnežev